# Armind
Armind is een sublabel van Armada Music. De eigenaar en oprichter is de Nederlandse trance-dj Armin van Buuren.
De eerste muziek die het label uitgaf, was "As The Rush Comes" van Motorcycle, dat later uitgroeide tot een zeer populair trancenummer. Andere bekende producers die bij Armind zijn gecontracteerd zijn: Alexander Popov, Shogun, Andrew Rayel, Omnia, Gaia en Ørjan Nilsen.